# ضرابخانه ایالات متحده آمریکا
ضرابخانه ایالات متحده آمریکا (انگلیسی: United States Mint) اداره‌ای در وزارت خزانه‌داری ایالات متحده آمریکاست که مسئول تولید پول رایج برای ایالات‌متحد جهت تجارت و بازرگانی‌ست؛ چنان‌که گردش شمش فلز را در این کشور کنترل می‌کند.